# Nederlands-Zwitsers TEE-treinstel

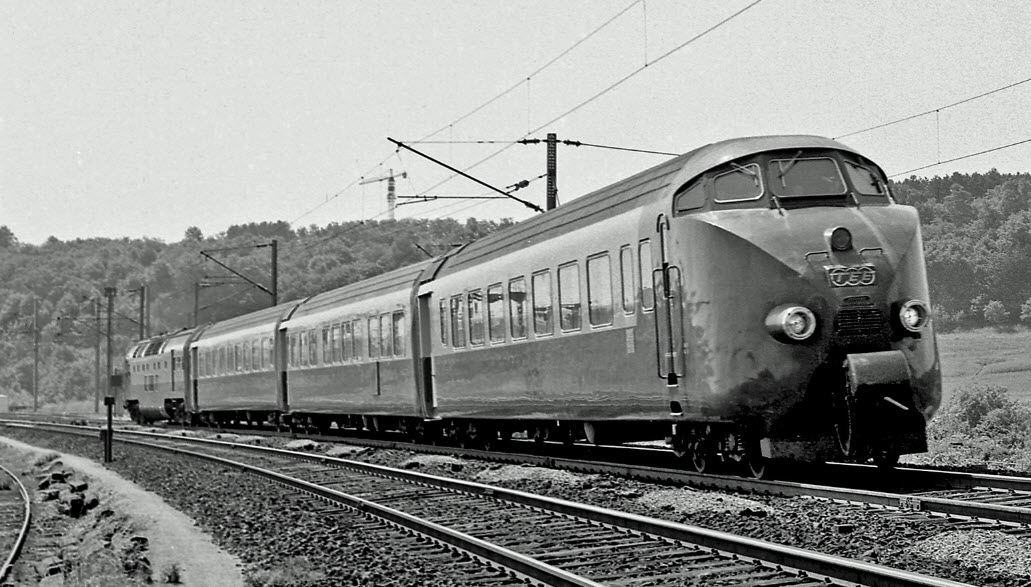
RAm als TEE Arbalete Zürich – Paris nabij Culmont-Chalindrey in Frankrijk; 14 juni 1966.

RAm TEE I 501 en 502.

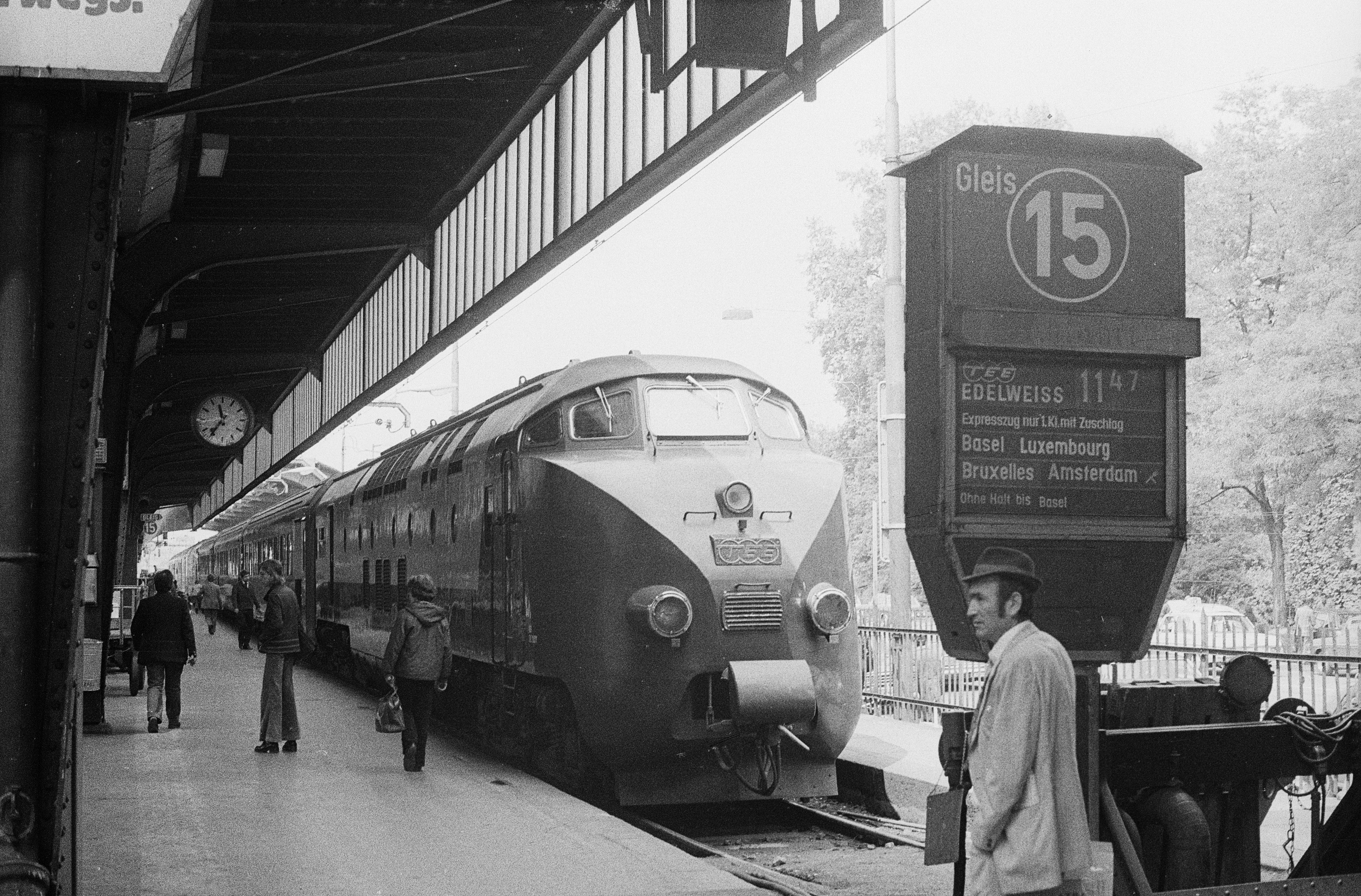
TEE "Edelweiss" te Zürich Hauptbahnhof; 25 mei 1975.

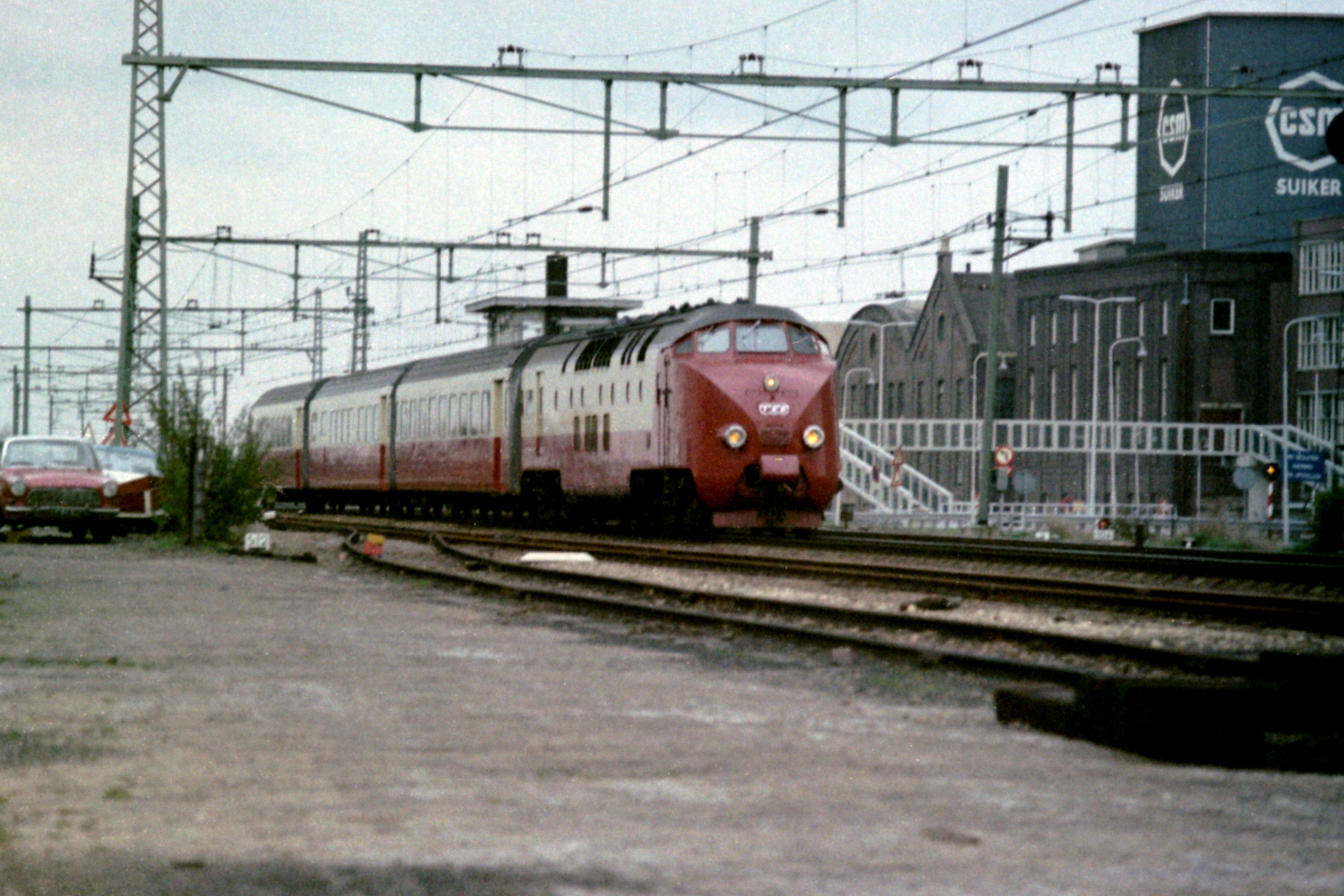
Een TEE-treinstel als Edelweiss van Amsterdam naar Zürich te Halfweg; 1973.

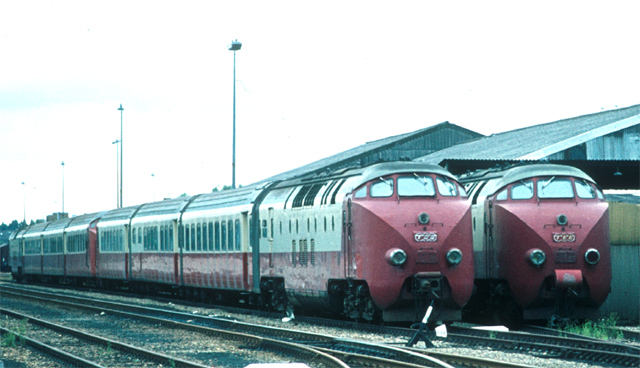
De drie terzijde gestelde TEE-treinstellen van NS rond 1975 bij het station Utrecht Centraal.

De drie NS-treinstellen en twee SBB-treinstellen met de nummers DE 1001-1003 en RAm 501-502 zijn door deze twee maatschappijen gezamenlijk ontwikkeld en in 1957 gebouwd voor de TEE-dienst tussen Nederland en Zwitserland. Na buitendienststelling werden de treinstellen in 1977 verkocht naar Canada waar zij nog dienstdeden bij de Ontario Northland Railway (ONR).

## Geschiedenis
Met het opzetten van een netwerk van Trans Europ Express (TEE)-treinen over diverse landen in Europa werd besloten om hiervoor dieseltreinstellen in te zetten. De elektrificatie van de spoorwegen was nog niet zover gevorderd dat elektrische treinen al in aanmerking kwamen. Terwijl de Franse Spoorwegen (SNCF) en de Italiaanse Spoorwegen (FS) uit bestaande treinstellen respectievelijk de RGP 825 en de ALn 442-448 ontwikkelden, stelden de Duitse Spoorwegen (DB) een nieuw type dieseltreinstel in dienst, van het type VT 11.5.
De Nederlandse Spoorwegen (NS) en de Zwitserse Spoorwegen (SBB) kwamen overeen om gezamenlijk een nieuw dieseltreinstel te ontwikkelen. Hierbij ging men uit van een vierwagentreinstel, bestaande uit een motorwagen, twee tussenrijtuigen en een stuurstandrijtuig. Een van de tussenrijtuigen werd gedeeltelijk ingericht tot restauratierijtuig. In Nederland kregen zij de serie-aanduiding DE4, in Zwitserland werd het RAm. Zo kwamen er de treinstellennummers: NS DE 1001-1003 en SBB RAm 501-502. Alle vijf treinstellen werden gestationeerd in Zürich. Ieder treinstel kon 114 passagiers vervoeren.
De Nederlandse fabriek van Werkspoor te Utrecht bouwde de motorwagens naar ontwerp van ontwerpster Elsebeth van Blerkom. De kop van de TEE-treinstellen stond enkele jaren later model voor de bouw van DE3-treinstellen Plan U. De tussenrijtuigen werden door de Schweizerische Industrie Gesellschaft (SIG) in Zwitserland ontworpen. Door de lage bouwwijze, die was afgeleid van de eenheidsrijtuigen van de SBB, hadden zij een typisch Zwitsers uiterlijk. De kopvorm van het stuurstandrijtuig was gelijk aan die van de motorwagen.
De motorwagens beschikten over twee RUHB-dieselmotoren met een vermogen van 1.000 pk/~735 kW. Zij dreven een generator aan, die de elektrische energie leverde aan de vier motoren in de twee draaistellen. Een derde dieselmotor met een vermogen van 300 pk dreef de generator aan die de elektrische energie voor het boordnet, de klimaatinrichting en de keuken in het restauratierijtuig leverde. De elektrische installatie werd geleverd door BBC in het Zwitserse Baden. Vanwege het hoge gewicht van de motorwagen werden de draaistellen van een extra loopas voorzien, zodat de asindeling (A1A) (A1A) werd. De maximumsnelheid was 140 km/h. In de motorwagen bevonden zich een werkplek voor de boordwerktuigkundige, een bagageruimte, douane- en personeelsverblijven en een toiletruimte voor het personeel. De stellen waren uitgerust met Scharfenbergkoppelingen en konden in treinschakeling rijden, maar daarvan is in de gewone dienst nooit gebruikgemaakt (wel incidenteel bij uitzonderlijke drukte).
Achter de motorwagen volgde een rijtuig met negen afdelingen met ieder zes zitplaatsen, waar 54 reizigers plaats konden nemen. Na dit rijtuig volgde het restauratierijtuig met keuken en 32 zitplaatsen. Verder waren er nog 18 zitplaatsen in een grote afdeling. De zitplaatsindeling was 2+1, alle plaatsen waren tegenover elkaar geplaatst. Ook het stuurstandrijtuig was met een grote afdeling uitgevoerd, met daarin 42 zitplaatsen. Direct achter de stuurstandcabine bevond zich een slaapafdeling voor het personeel.
De beschildering van het treinstel was uitgevoerd in de TEE-kleuren purperrood (RAL 3004) en beige (RAL 1001), waarbij in tegenstelling tot de DB afgezien werd van sierlijsten. Aan de stuurstandeinden van de trein liep het rode kleurvlak schuin naar boven. Boven de vensters van het restauratierijtuig stond de tekst 'TRANS EUROP EXPRESS' geschilderd. De naam van de spoorwegmaatschappij (NS of SBB-CFF) en het wagennummer waren slechts met kleine letters op de motorwagen aangegeven.
Elk rijtuig had een instapbalkon met dubbele draaideuren van aluminium, van hetzelfde type als de standaardrijtuigen (Einheitswagen) van de SBB. Naast iedere toegangsdeur bevond zich achter een klein venster een rolfilm met daarop vermeld de route van de trein. De overgangen tussen de rijtuigen waren asymmetrisch uitgevoerd. De vensters van de reizigersafdelingen waren als dubbele ramen uitgevoerd, met tussen de beide ruiten een handmatig bedienbare jaloezie.

## Inzet
De vijf treinstellen werden vanaf 1957 in een gemeenschappelijke vijfdaagse omloop ingezet, waarin door vijf landen werd gereden:
| Dag | Naam           | Route                                                          |
| --- | -------------- | -------------------------------------------------------------- |
| 1   | Edelweiss      | Zürich – Bazel – Straatsburg – Luxemburg – Brussel – Amsterdam |
| 2   | Étoile du Nord | Amsterdam – Brussel – Parijs                                   |
| 2   | L'Oiseau bleu  | Parijs – Brussel                                               |
| 3   | L'Oiseau bleu  | Brussel – Parijs                                               |
| 3   | Étoile du Nord | Parijs – Brussel – Amsterdam                                   |
| 4   | Edelweiss      | Amsterdam – Brussel – Luxemburg - Straatsburg – Basel – Zürich |
| 5   |                | Werkplaatsbezoek in Zürich                                     |

Als een van de NS/SBB-treinstellen uitviel, werd een vervangende SNCF-trein ingezet met Inox-rijtuigen. De omloop gold tot 1964, toen op de Étoile du Nord en L'Oiseau bleu door locomotieven getrokken Inox-rijtuigen van het type PBA werden ingezet. Naast de TEE Edelweiss werd nu de TEE-dienst L'Arbalète Zürich – Bazel – Mulhouse – Belfort – Parijs ingesteld, waar deze de Franse RGP-treinstellen vervingen. Nadat ook op L'Arbalète locomotieven met rijtuigen werden ingezet, gingen de treinstellen rijden op de TEE Bavaria Zürich – Lindau – München.

## Ongeval
Een van de grootste spoorwegongevallen in de TEE-geschiedenis vond plaats op de avond van 9 februari 1971. Op deze dag reed de RAm 501 de TEE München - Zürich met 53 reizigers. Daarnaast waren er nog enige personeelsleden aan boord. Om 18:44 uur bereikte de trein het Zuid-Duitse station Aitrang op het traject München – Lindau, waar een krappe S-boog ligt. Deze mocht met slechts 80 km/h bereden worden. Zoals onderzoekingen later aangaven, reed de trein hier echter met een snelheid van 128 km/h, wat tot een ramp leidde. Het op kop lopende stuurstandrijtuig en het volgende rijtuig ontspoorden, het derde rijtuig kwam dwars op de baan te staan, terwijl de motorwagen op het tegenspoor kwam te liggen.
De treindienstleider van het station Aitrang merkte dat de TEE duidelijk te snel reed, er sprongen vonken van de wielen. Er werd nog geprobeerd om een andere personentrein, die onderweg was in de tegengestelde richting en bestond uit Schienenbussen VT 98, tegen te houden. Toch kon een snelremming niet voorkomen dat deze op de TEE-motorwagen botste. Het resultaat was 28 doden, waarvan 26 in de TEE, inclusief de beide machinisten, en 42 zwaargewonden.
Het hoge aantal doden en gewonden werd verklaard door het feit dat de ruiten van de TEE-trein niet uit Verbundglas waren vervaardigd en dat het meubilair van het restauratierijtuig niet vast aan de vloer verankerd was.
Het stuurstandrijtuig en de zitrijtuigen werden ter plaatse gesloopt, de motorwagen ging eerst naar Zürich en werd vervolgens in Nederland gesloopt.
De TEE Bavaria werd vervolgens gereden met door locomotieven getrokken treinen. De overgebleven vier Nederlands-Zwitserse TEE-treinstellen werden nog tot mei 1974 ingezet in de TEE Edelweiss en vervolgens buiten dienst gesteld

## Northlander

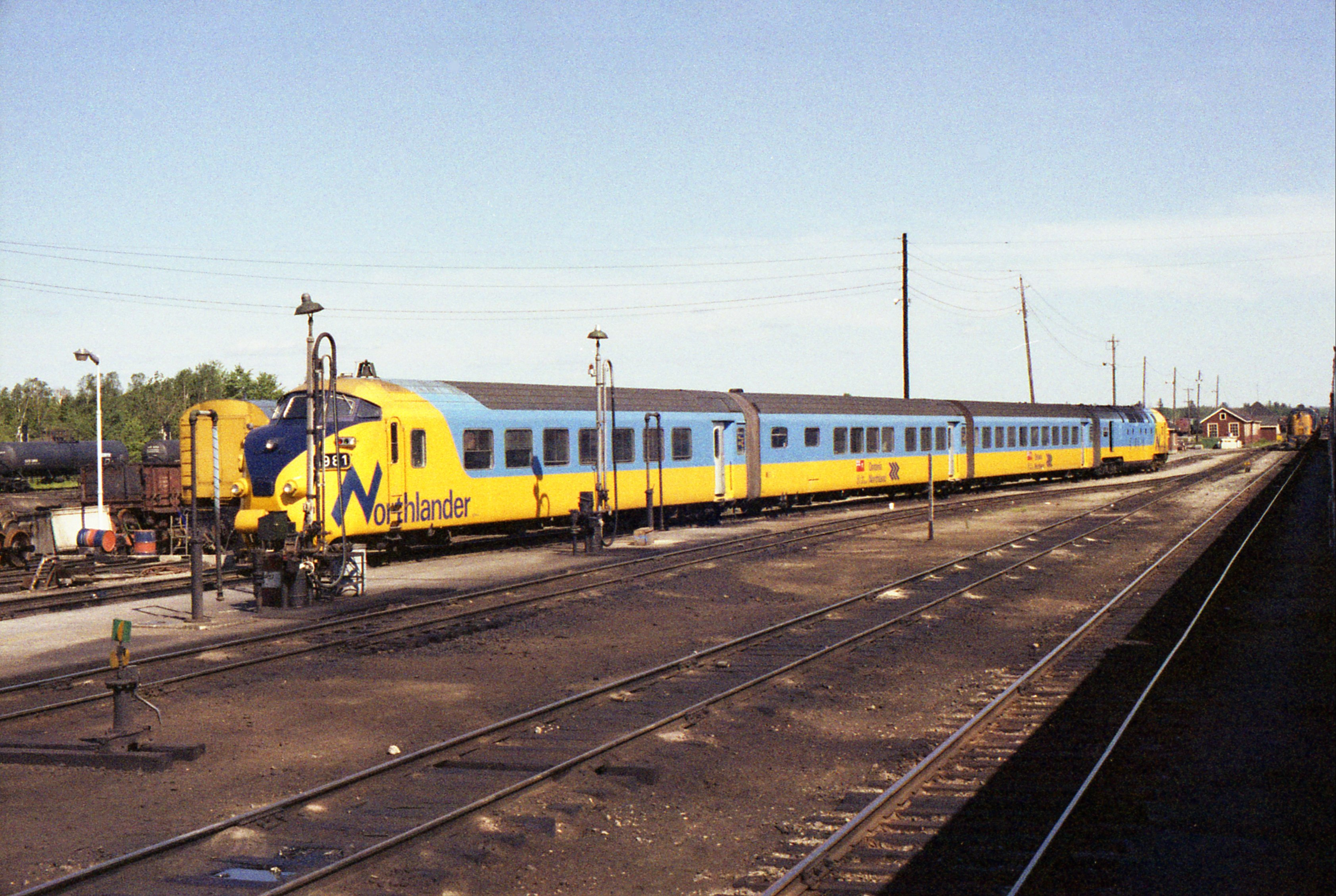
Inzet in Canada; juni 1979.

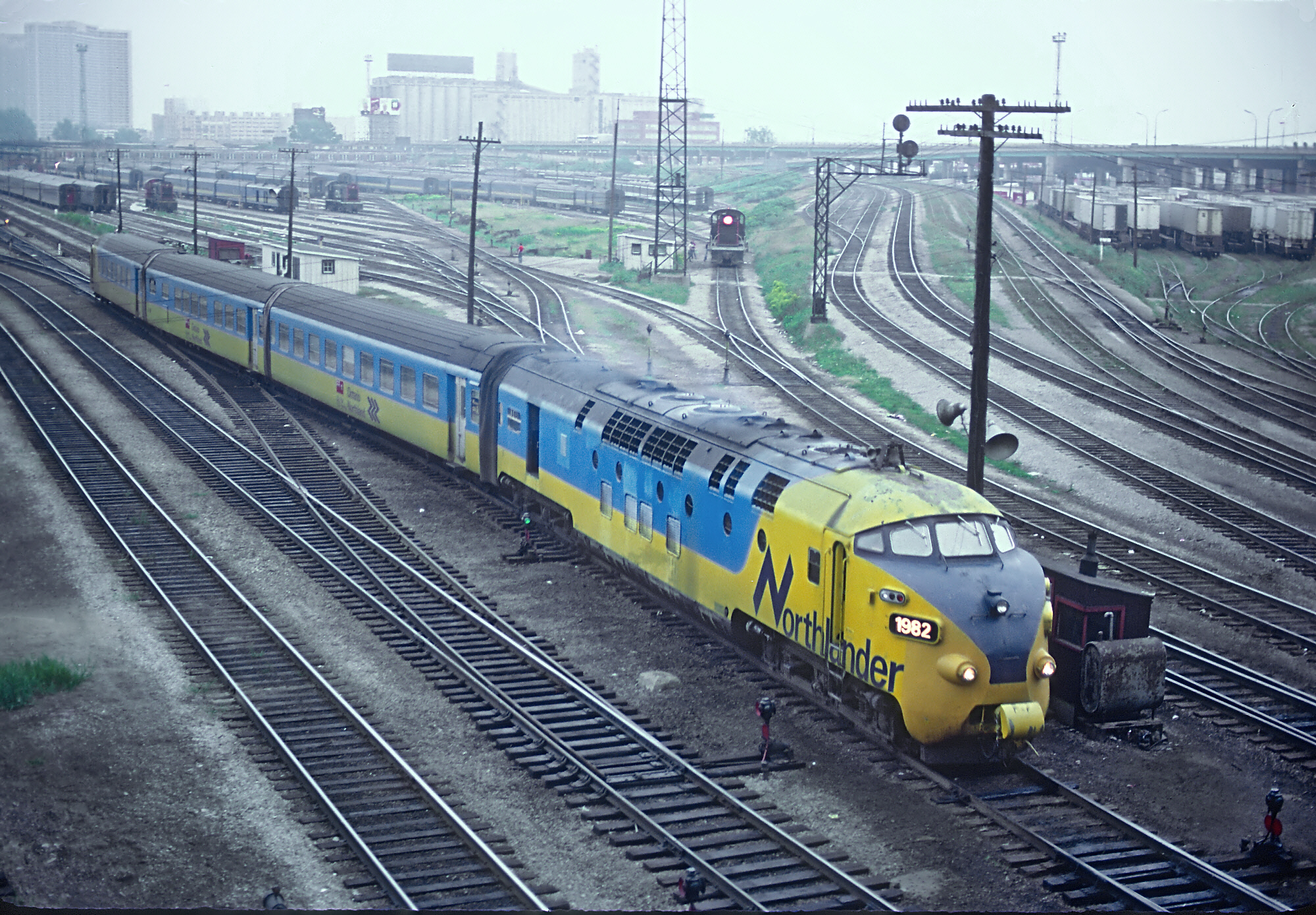
Ontario Northern 1982 in Toronto; september 1979.

In 1977 lukte het om de TEE-treinstellen naar de Ontario Northland Railway (ONR) in Canada te verkopen. Deze particuliere maatschappij zette de vroegere TEE-treinen in op de lijn Toronto – Moosonee.
Het personeel van de werkplaats van de Ontario Northland Railway had na veel moeite de Europese motortechniek in de vingers. Bij eventuele storingen had het personeel van Canadese Spoorwegen echter geen kennis van de techniek, waardoor kleine storingen niet snel opgelost konden worden. Daarnaast waren de motoren reeds op leeftijd en hadden ze moeite met de lage wintertemperaturen in Canada. Vanaf 1979 werden de motorwagens vervangen door standaardlocomotieven van het type EMD FP7. De motorwagens werden in 1984 gesloopt. De stuurstandrijtuigen werden niet aangepast, omdat de treinen met de locomotief op kop werden ingezet en in de eindstations gekeerd werden, volgens Canadese wetgeving uit die tijd. De treinen deden zo nog dienst tot 1992.

## Terug naar Europa

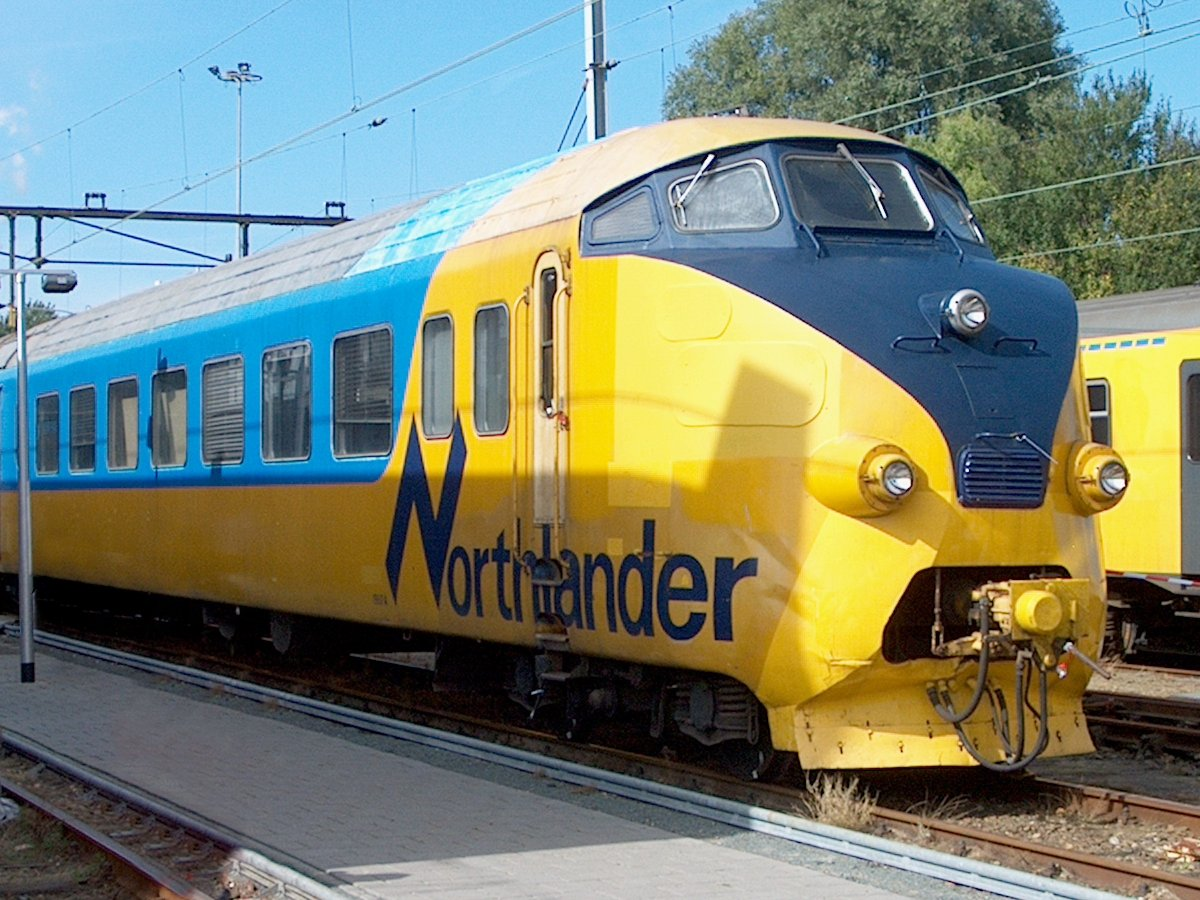
De Northlander terug in Amsterdam; september 2007.

Na de vervanging van de Northlander door Canadese rijtuigen werden door de Vereniging TEE Classics vijf ex-NS-rijtuigen (twee stuurstandrijtuigen, een restauratierijtuig en twee zitrijtuigen) in 1997 per schip naar Europa teruggebracht met het doel ze na een opknapbeurt in het toeristenverkeer in te zetten. Na aankomst in Europa bleven zij maandenlang in de haven van Hamburg staan omdat zij vanwege hun Amerikaanse wielbandprofiel niet verder vervoerd konden worden. Later werden zij verspreid in Heilbronn ondergebracht. Een stuurstandrijtuig werd uiterlijk opgeknapt en heeft enige tijd in het Verkehrshaus in Luzern in Zwitserland gestaan.
De Stichting TEE Nederland heeft de vijf naar Europa teruggehaalde rijtuigen verworven en op 25/26 juni 2006 naar Zwolle overgebracht. Sinds 2007 stond het treinstel op het emplacement Dijksgracht te Amsterdam te wachten op herstel. Het ligt in de bedoeling hen, na restauratie en herbouw van de ontbrekende motorwagen, in de toekomst weer in te zetten. Kort voor het 50-jarig jubileum van de Trans Europ Express (2 juni 1957 - 2 juni 2007) werd de kop van een van de stuurstandrijtuigen in de oude rode TEE-kleur teruggeschilderd.

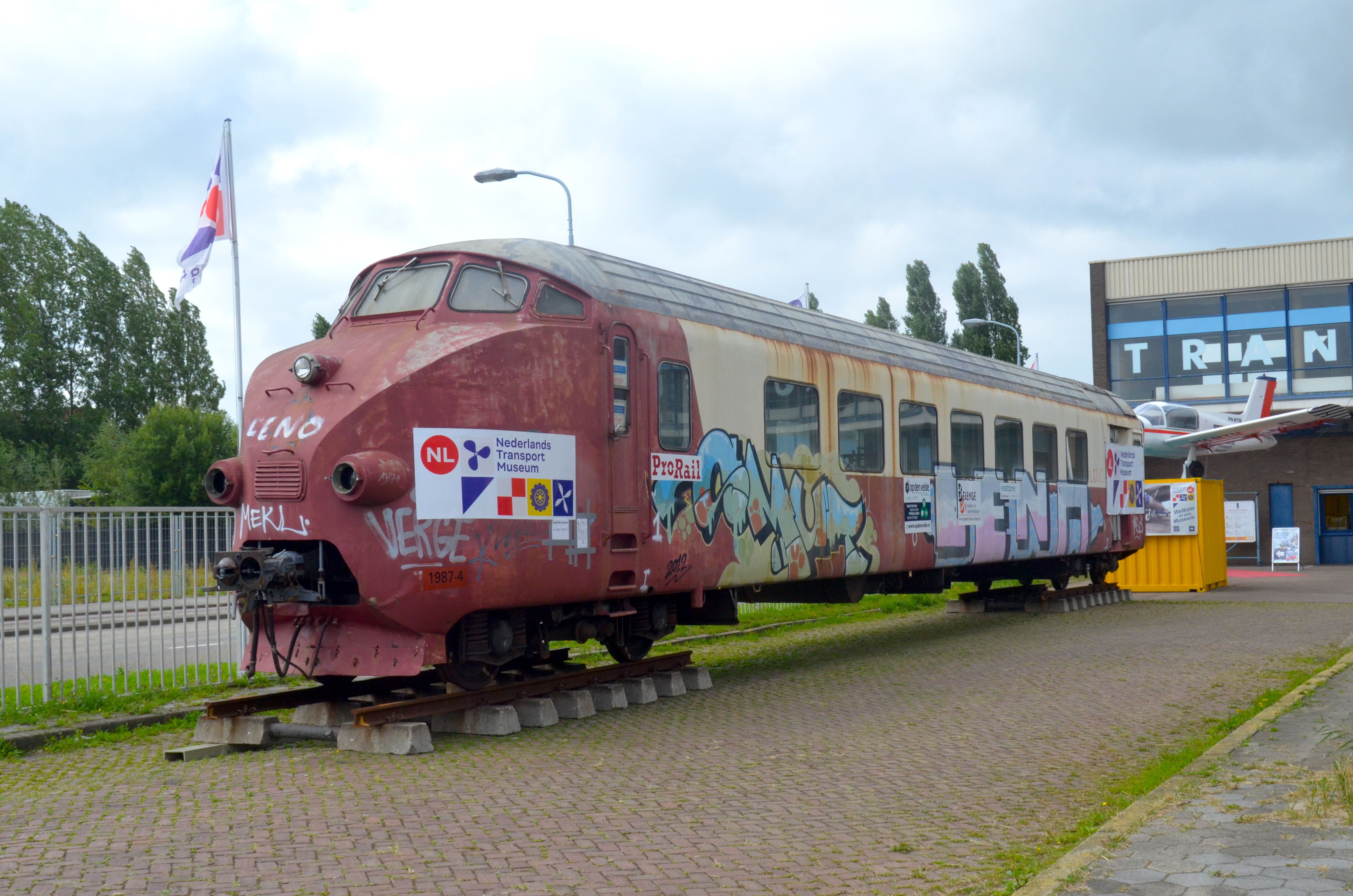
Nederlands-Zwitsers TEE-treinstel als blikvanger voor het Nederlands Transport Museum te Nieuw-Vennep; 31 augustus 2021.

Op 23 december 2020 maakte de stichting bekend dat de rijtuigen overgedragen worden aan het Nederlands Transport Museum in Nieuw-Vennep waar ze gerestaureerd zullen worden. Op 5 januari 2021 werden de rijtuigen in eigendom overgedragen. De Stichting TEE Nederland werd opgeheven. Voor het transport naar Nieuw-Vennep en herstelwerkzaamheden daarna worden fondsen geworven. In augustus 2021 werd, na veertien jaar te staan verkommeren op het opstelterrein Dijksgracht, het uit vijf rijtuigen bestaande treinstel met vrachtauto's overgebracht van Amsterdam naar Nieuw-Vennep. Aldaar werd gestart met een schilderbeurt en het verder toonbaar maken van de rijtuigen.
In 2023 moest het Nederlands Transport Museum zijn deuren sluiten, zodat er gezocht moest worden naar een nieuwe locatie voor voor dit treinstel. Hiertoe werd het TEE-team van het museum verzelfstandigd en richtte de Stichting Trans Europ Express op. In mei 2025 nam deze stichting de vijf TEE-rijtuigen officieel over en in juni 2025 werden deze per vrachtauto overgebracht naar Leek (Groningen), waar verder gewerkt kan worden aan de restauratie van de trein. Net als de vorige eigenaren heeft ook de Stichting Trans Europ Express het plan een treinstel in rijvaardige staat te herstellen.